# Anne-Marie Piuz
Anne-Marie Piuz (Genève, 27 april 1923 - Collonge-Bellerive, 10 september 2010) is een Zwitserse economische historica en hooglerares.

## Biografie
Anne-Marie Piuz was een dochter van Jean Piuz, een landbouwer en herbergier, en van Julienne Mathieu. In 1946 behaalde ze aan de Universiteit van Genève haar licentiaat in de sociale wetenschappen. Nadien behaalde ze in 1955 een master in Berkeley. In 1964 vervolgens behaalde ze aan de Universiteit van Genève een doctoraat in de economische en sociale wetenschappen met een proefschrift over de handel in Genève in de 17e eeuw.
Van 1949 tot 1964 was ze assistente van professor Antony Babel aan de Universiteit van Genève. In 1962 werd ze er onderzoekster, vanaf 1969 buitengewoon hooglerares en van 1971 tot 1986 gewoon hooglerares economische geschiedenis aan de faculteit economische en sociale wetenschappen. Ze voerde voornamelijk onderzoek naar de economieën in pre-industriële samenlevingen. Ze hield nauw contact met vooraanstaande Zwitserse en buitenlandse economische historici uit onder meer Lyon, Parijs, Straatsburg en Prato.

## Werken
- (fr)  "Du passé simple au passé composé" in Ego-histoires, 2003, 401-416 (autobiografie).